# 芥子川律治
芥子川 律治（けしかわ りつじ、1906年 - 1986年）は、日本の教育者。

## 人物
愛知県碧海郡明治村（安城市根崎町）に生まれる。名古屋市立城山中学校など、名古屋市内の小中学校長を歴任する。また、その後、中京女子大学において教授を務める。作文教育の実践、名古屋方言の研究において成果を残す。